# Pachnoda vossi
Espèce
Pachnoda vossi est une espèce d'insectes coléoptères de la famille des Scarabaeidae, de la sous-famille des Cetoniinae, endémique de l'Afrique.

## Régime alimentaire
Comme chez les autres cétoines, la larve de Pachnoda vossi vit dans le bois mort (terreau ou bois décomposé). Les adultes se nourrissent de matière végétale (pollens, fruits).